# Tratado de Nice

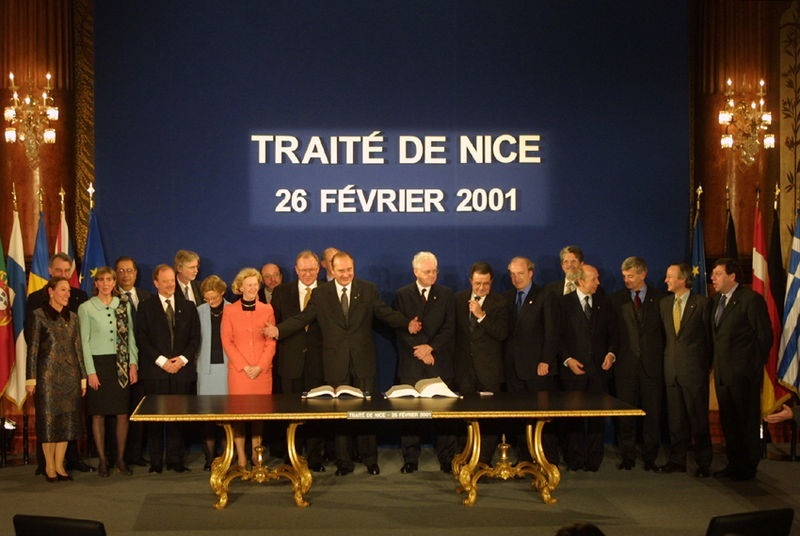
Tratado de Nice

O Tratado de Nice foi adotado pelos estados-membros da União Europeia em Nice, em dezembro de 2000, assinado a 26 de fevereiro de 2001 e entrou em vigor no dia 1 de fevereiro de 2003.
O tratado foi o culminar da Conferência Intergovernamental, realizada em fevereiro de 2000, que tinha como objetivo adaptar o funcionamento das instituições europeias antes da chegada de novos estados-membros.
O Tratado de Nice abriu, assim, a via para a reforma institucional necessária ao alargamento da União Europeia aos países candidatos do Leste e do Sul da Europa. Algumas das suas disposições foram adaptadas pelo Tratado de Adesão, assinado em Atenas em abril de 2003, que entrou em vigor em 1 de maio de 2004, dia do alargamento para a Europa dos 25.
As principais alterações introduzidas pelo Tratado de Nice incidem sobre a limitação da dimensão e composição da Comissão Europeia, a extensão da votação por maioria qualificada, uma nova ponderação dos votos no Conselho Europeu e a flexibilização do dispositivo de cooperação reforçada.
A "Declaração respeitante ao futuro da União", anexa ao Tratado, fixa as iniciativas apropriadas para dar seguimento às reformas institucionais e para que o Tratado de Nice constitua apenas uma etapa desse processo.
A Constituição Europeia seria o culminar deste processo de reforma da União. Uma vez a Constituição em vigor, o Tratado de Nice seria revogado e substituído pelo Tratado que estabeleceria uma Constituição Europeia. No entanto, a reprovação por referendo em dois países - França e Holanda - levou ao abandono do Tratado Constitucional.
Um arremedo de solução intercalar passou pela negociação de um novo tratado, o Tratado de Lisboa que abandonou a ideia inicial de reforma e junção num único tratado de todos os anteriores e focou a sua atenção na reforma das instituições, visando dar novas competências, criar novas instituições e reformular formas e procedimentos de decisão ao nível dos vários órgãos institucionais.
Estando previsto inicialmente que entrasse em vigor no dia 1 de janeiro de 2009, só entrou em vigor depois de terminado o processo de ratificação por todos os 27 estados, a 1 de dezembro de 2009.

## Cronologia
| Assinado Em vigor Tratado          | 1948 Tratado de Bruxelas                                        | 1951 1952 Tratado de Paris      | 1954 1955 Modificações no Tratado de Bruxelas | 1957 1958 Tratado de Roma                     | 1965 1967 Tratado de Fusão                    | 1975 N/A Conclusão do Conselho Europeu        | 1985 Tratado de Schengen                     | 1986 1987 Ato Único Europeu                  | 1992 1993 Tratado de Maastricht              | 1992 1993 Tratado de Maastricht | 1997 1999 Tratado de Amesterdão | 2001 2003 Tratado de Nice | 2007 2009 Tratado de Lisboa | 2007 2009 Tratado de Lisboa |  |
|                                    |                                                                 |                                 |                                               |                                               |                                               |                                               |                                              |                                              |                                              |                                 |                                 |                           |                             |                             |  |
| Os Três Pilares da União Europeia: |                                                                 |                                 |                                               |                                               |                                               |                                               |                                              |                                              |                                              |                                 |                                 |                           |                             |                             |  |
| Comunidades Europeias              |                                                                 |                                 |                                               |                                               |                                               |                                               |                                              |                                              |                                              |                                 |                                 |                           |                             |                             |  |
|                                    | Comunidade Europeia da Energia Atómica (EURATOM)                |                                 |                                               |                                               |                                               |                                               |                                              |                                              |                                              |                                 |                                 |                           |                             |                             |  |
|                                    |                                                                 |                                 | Comunidade Europeia do Carvão e do Aço (CECA) | Comunidade Europeia do Carvão e do Aço (CECA) | Comunidade Europeia do Carvão e do Aço (CECA) | Comunidade Europeia do Carvão e do Aço (CECA) | Tratado expirou em 2002                      | Tratado expirou em 2002                      | Tratado expirou em 2002                      |                                 | União Europeia (UE)             | União Europeia (UE)       |                             |                             |  |
|                                    |                                                                 |                                 | Comunidade Económica Europeia (CEE)           |                                               |                                               |                                               |                                              |                                              |                                              |                                 | União Europeia (UE)             | União Europeia (UE)       |                             |                             |  |
|                                    |                                                                 |                                 |                                               | Acordo de Schengen                            |                                               |                                               | Comunidade Europeia (CE)                     | Comunidade Europeia (CE)                     |                                              |                                 | União Europeia (UE)             | União Europeia (UE)       |                             |                             |  |
|                                    |                                                                 | TREVI                           | TREVI                                         | TREVI                                         | Justiça e Assuntos Internos (JHA)             |                                               | Comunidade Europeia (CE)                     | Comunidade Europeia (CE)                     |                                              |                                 | União Europeia (UE)             | União Europeia (UE)       |                             |                             |  |
|                                    | Cooperação entre Polícia e Justiça em Matérias Criminais (PJCC) | TREVI                           | TREVI                                         | TREVI                                         | Justiça e Assuntos Internos (JHA)             |                                               |                                              |                                              |                                              |                                 | União Europeia (UE)             | União Europeia (UE)       |                             |                             |  |
|                                    |                                                                 |                                 |                                               |                                               | Cooperação Política Europeia (CPE)            | Política Externa e de Segurança Comum (CFSP)  | Política Externa e de Segurança Comum (CFSP) | Política Externa e de Segurança Comum (CFSP) | Política Externa e de Segurança Comum (CFSP) |                                 | União Europeia (UE)             | União Europeia (UE)       |                             |                             |  |
| Organismos não consolidados        | Organismos não consolidados                                     | União da Europa Ocidental (UEO) | União da Europa Ocidental (UEO)               | União da Europa Ocidental (UEO)               | União da Europa Ocidental (UEO)               | União da Europa Ocidental (UEO)               | União da Europa Ocidental (UEO)              |                                              |                                              |                                 |                                 | União Europeia (UE)       |                             |                             |  |
| Organismos não consolidados        | Organismos não consolidados                                     | União da Europa Ocidental (UEO) | União da Europa Ocidental (UEO)               | União da Europa Ocidental (UEO)               | União da Europa Ocidental (UEO)               | União da Europa Ocidental (UEO)               | União da Europa Ocidental (UEO)              | Tratado encerrado em 2011                    |                                              |                                 |                                 |                           |                             |                             |  |
|                                    |                                                                 |                                 |                                               |                                               |                                               |                                               |                                              |                                              |                                              |                                 |                                 | v d e                     |                             |                             |  |